# Ero Rossi
Ero Rossi (Sermide, 18 giugno 1931 – Bologna, 31 dicembre 2000) è stato un calciatore italiano, di ruolo attaccante.

## Carriera
Dopo due stagioni giocate tra i dilettanti nella squadra della città natale, passa alla SPAL, con la quale esordisce in Serie A e disputa tre campionati, arrivando a contare 24 presenze e 5 reti. Lasciati i ferraresi, milita nel Sarom Ravenna nelle serie D e C. Torna a giocare nel Sermide gli ultimi anni di carriera.

## Palmarès

### Club

#### Competizioni nazionali
- Scudetto Dilettanti: 1

Sarom Ravenna: 1956-1957